# Schmächtiger Klee
Der Schmächtige Klee (Trifolium suffocatum) ist eine Pflanzenart aus der Gattung Klee (Trifolium) in der Unterfamilie der Schmetterlingsblütler (Faboideae) innerhalb der Familie der Hülsenfrüchtler (Fabaceae).

## Beschreibung

### Vegetative Merkmale
Der Schmächtige Klee ist eine einjährige krautige Pflanze, die Wuchshöhen von 3 bis 10 Zentimetern erreicht. Die Sprossachse ist extrem kurz und oft fast gar nicht vorhanden; wenn sichtbar, ist sie kahl oder sehr schwach behaart.
Die wechselständig angeordneten Laubblätter sind in Blattstiel und -spreite gegliedert. Der aufrechte oder aufsteigende Blattstiel ist sehr lang. Die Blattspreite ist dreizählig gefiedert. Die Fiederblättchen sind bei einer Länge von 0,3 bis 0,8 Zentimetern sowie einer Breite von 0,2 bis 0,6 Zentimetern verkehrt-eiförmig und werden zur herzförmigen Basis hin schmaler und das obere Ende ist eingekerbt. Der Blattrand ist zumindest im oberen Teil fein gezähnelt. Die häutchenartigen Nebenblätter sind eiförmig mit zugespitztem oberen Ende.

### Generative Merkmale
Es sind keine Blütenstandsschäfte erkennbar. Die in den Blattachseln sitzenden Blütenstände werden von den Nebenblättern überragt. Sie durchmessen 0,5 bis 0,8 Zentimeter und enthalten nur wenige sitzende oder fast sitzende Blüten. Die Tragblätter sind winzig und lanzettlich.
Die zwittrige Blüte ist zygomorph mit doppelter Blütenhülle. Der Kelch ist 0,3 bis 0,5 Zentimeter lang, er ist kaum oder nicht behaart; er ist im unteren Teil röhrenförmig und deutlich zehnnervig. Die Kelchzähne sind lanzettlich, dreinervig, ebenso lang wie die Kelchröhre und zurück- oder sichelförmig gebogen.
Die Krone ist 0,3 bis 0,4 Zentimeter lang und weiß. Die Fahne ist verkehrt-eiförmig und ist länger als Schiffchen sowie Flügel. 
Die papierartigen Hülsenfrüchte sind bei einer Länge von 0,3 bis 0,5 Zentimetern eiförmig und enthalten nur zwei Samen zwischen denen sie eingeschnürt ist. Der Griffel ist an den Früchten noch als Punkt zu erkennen. Die gelben Samen sind bei einem Durchmesser von weniger als 1 Millimeter nieren- oder linsenförmig und die Oberfläche ist rau.
Die Chromosomenzahl beträgt 2n = 16.

## Ökologie
Schmächtiger Klee ist selbstbestäubend. Zur Ausbreitung drücken die schweren Früchte den Blütenstand zu Boden und keimen dort. Diese Strategie wird Basikarpie genannt.

## Vorkommen
Das Verbreitungsgebiet des Schmächtigen Klees umfasst Westeuropa, den Mittelmeerraum, die Kanaren, Madeira und die Azoren. In Europa hat er ursprüngliche Vorkommen in Portugal, Spanien, Frankreich, Großbritannien, Italien, im früheren Jugoslawien, Albanien, Griechenland, Bulgarien, Rumänien und in der Türkei.
Der Schmächtige Klee wächst an beweideten Standorten und an Straßenrändern.

## Systematik
Die Erstveröffentlichung von Trifolium suffocatum erfolgte 1771 durch Carl von Linné in Mantissa Plantarum Altera, Seite 276.
Die Art Trifolium suffocatum gehört zur Untersektion Platystylium der Sektion Lotoidea aus der Gattung Trifolium in der Unterfamilie Schmetterlingsblütler (Faboideae) innerhalb der Familie Fabaceae.